# التوالقة (جبلة)

تعديل مصدري - تعديل

التوالقة هي إحدى قرى عزلة جبل رعوين بمديرية جبلة التابعة لمحافظة إب، بلغ تعداد سكانها 405 نسمة حسب تعداد اليمن لعام 2004.